# Göran Hård
Göran Hård (Göran Hård af Segerstad), född 31 januari 1621 på Gudhammar i Hova socken, död 9 juli 1672, var en svensk ryttmästarre och godsägare.
Han var son till Peder Hård och Christina Lillie af Aspenäs samt från 1650 gift med sin syssling Brita Maria Hård af Segerstad och far till generalmajoren Per Hård (1653-1729). Som godsägare drev han gårdarna Sännås i Villstads socken samt Gudhammar och Wahlaholm i Hova socken